# Naruszewo
Naruszewo è un comune rurale polacco del distretto di Płońsk, nel voivodato della Masovia.
Ricopre una superficie di 159,55 km² e nel 2004 contava 6 640 abitanti.